# Hylaeus canariensis
Hylaeus canariensis là một loài Hymenoptera trong họ Colletidae. Loài này được Erlandsson mô tả khoa học năm 1983.